# فنشنزو كروسيتي
فنشنزو كروسيتي (بالإيطالية: Vincenzo Crocitti)‏ هو ممثل إيطالي، ولد في 16 يوليو 1949 بروما في إيطاليا، وتوفي بنفس المكان في 29 سبتمبر 2010.

## وصلات خارجية
- فنشنزو كروسيتي على موقع IMDb (الإنجليزية)
- فنشنزو كروسيتي على موقع ألو سيني (الفرنسية)
- فنشنزو كروسيتي على موقع أول موفي (الإنجليزية)
- فنشنزو كروسيتي على موقع قاعدة بيانات الأفلام السويدية (السويدية)
- فنشنزو كروسيتي على موقع قاعدة بيانات الفيلم (الإنجليزية)
- فنشنزو كروسيتي على موقع كينوبويسك (الروسية)